# Натагаймас
Натагаймас (Natagaimas) — мёртвый неклассифицированный индейский язык, на котором раньше говорил народ с одноимённым названием, который проживает в департаменте Толима в Колумбии. На языке не говорят в течение нескольких поколений. В настоящее время народ натагаймас говорит на испанском языке.